# Сдружение на българите на остров Крит
Сдружението на българите на остров Крит (на гръцки: Βουλγαρική Ένωση της Κρήτης) е сдружение на българите в Гърция от остров Крит, регистрирано в град Ираклио. Създадено е през 2015 г., като сдружение в обществена полза и с нестопанска цел. Основните му цели са да подпомага, обслужва и защитава интересите на българската общност на острова, да развива българската култура, традиции, обичаи и български език. Председател на сдружението е Петър Анастасов.
Дружеството е открило Български културно информационни центрове в населените места – Ираклио, Ханя, Ретимно и Йерапетра.. Към всеки един от тези центрове са разкрити Български неделни училища регистрирани в МОН:
- Българско неделно училище „Райна Княгиня“ гр. Ираклио,
- Българско неделно училище „Дора Габе“ гр. Ханя,
- Българско неделно училище „Анастасия Димитрова“ гр. Ретимно,
- Българско неделно училище „Гина Кунева“ гр. Йерапетра.

От 2016 година сдружението организира изнесени консулски дни на Крит, провеждани от Посолството на Р България в Атина. Българските граждани имат възможност да използват консулски услуги на място два пъти годишно. На острова живеят около 30 хиляди българи.